# باشگاه فوتبال الریاض
باشگاه فوتبال الریاض (عربی: نادی الریاض) یک باشگاه فوتبال مستقر در عربستان سعودی است که در ریاض، پایتخت عربستان سعودی واقع شده‌است. این باشگاه در سال ۱۹۵۳ تأسیس شده است.